# 貴腐

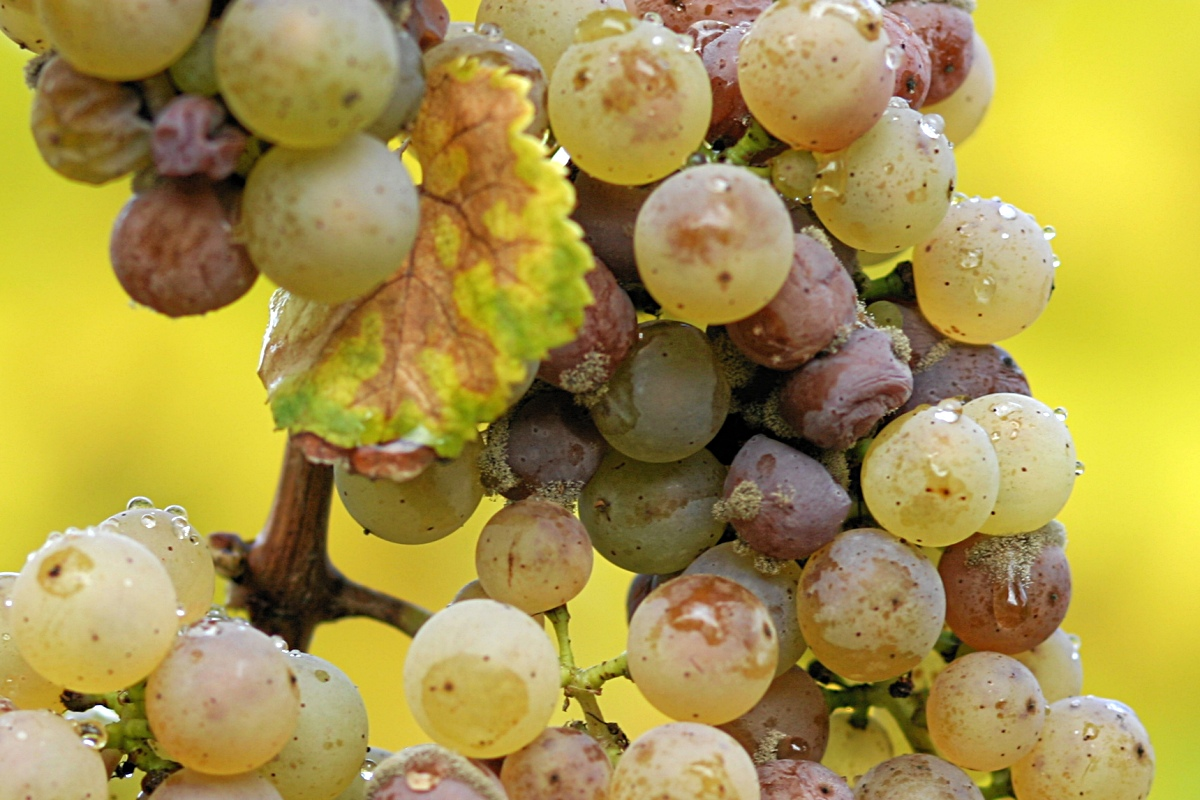
呈现贵腐状态的雷司令葡萄

貴腐（德語：Edelfäule），是一種被灰葡萄孢菌感染表皮之後的葡萄状态。贵腐葡萄製成的葡萄酒，甜度極高，因葡萄需每一粒手工采摘故被稱為逐粒精选酒，而其中最高级的为貴腐甜白酒。由于使葡萄受到感染穿孔而又不全部腐烂需要特定的气候条件，因此这种葡萄产量极低，得名贵腐。以貴腐葡萄製酒的傳統，源於匈牙利與德國。